# Pianeta dei dinosauri
Pianeta dei dinosauri è un documentario sui dinosauri, suddiviso in quattro episodi, prodotto da Discovery Channel nel 2003. Il programma è condotto da Scott Sampson e narrato da Christian Slater. 
Il documentario esplora le diverse specie di dinosauri diffuse in tutto il mondo (Asia, Europa, Nord America e Sud America) tra gli 80 e i 75 milioni di anni fa, utilizzando la CGI per ricreare visivamente i dinosauri

## Episodi

### Il viaggio di Punta Bianca
- Deserto del Gobi, Mongolia, 80 milioni di anni fa.
- Protagonisti: "Punta Bianca" e "Ciuffo Blu", una femmina e un maschio di Velociraptor.

Nel deserto del Gobi, durante il Cretaceo superiore, una femmina di Velociraptor chiamata Punta Bianca è alla disperata ricerca di cibo: il suo branco è stato annientato tempo prima da altri Velociraptor e ora lei è sola, con poche probabilità di sopravvivere in un ambiente tanto ostile. Dopo numerosi attacchi falliti a un gruppo di Prenocephale, a degli Oviraptor e a una lucertola, Punta Bianca attacca e uccide un maschio di Protoceratops, rimasto gravemente ferito nella battaglia con un suo simile. L'odore del sangue, però, attira un gruppo di Velociraptor maschi (Zampa Rotta e Ciuffo Blu) e due femmine, che scacciano Punta Bianca dalla carcassa. La Velociraptor, invece di andarsene, tenta di unirsi al nuovo branco: Ciuffo Blu, attratto da lei, ingaggia uno scontro con Zampa Rotta e lo sconfigge, diventando così il nuovo capo branco.Qualche giorno dopo, i quattro carnivori cercano di razziare dei nidi di Protoceratops: le due femmine distraggono gli erbivori, mentre Punta Bianca e Ciuffo Blu prendono due uova. I Velociraptor si ritirano successivamente: Ciuffo Blu mangia il suo uovo, ma a Punta Bianca viene sottratto il bottino dalle altre due femmine. Alcuni mesi dopo, Punta Bianca depone cinque uova e rimane a covare il nido, mentre Ciuffo Blu e le due femmine vanno a caccia. Questi ultimi cercano di catturare uno Shuvuia, ma esso viene raggiunto e ucciso da due Oviraptor, che poi scacciano i Velociraptor. Di notte, Punta Bianca, affamata, cerca di catturare un piccolo mammifero Deltaderidium: il nido, lasciato incustodito, viene attaccato da Zampa Rotta, che mangia un uovo e viene successivamente scacciato da Punta Bianca. Tempo dopo le uova si schiudono e Punta Bianca va a caccia con il branco, che riesce a catturare dei piccoli Oviraptor. Durante la notte si abbatte un'alluvione sul deserto. Il giorno dopo i quattro Velociraptor, nuovamente a caccia, assistono all'attacco disperato di Zampa Rotta a un gruppo di Prenocephale, che ben presto lo circondano. Punta Bianca e i compagni decidono di lasciarlo al suo destino.Pochi giorni dopo, il branco trova il cadavere di Zampa Rotta, morto probabilmente per le lesioni riportate nello scontro con i Prenocephale; tuttavia non lo mangiano poiché il corpo è già in putrefazione. Più tardi giungono presso un branco di Protoceratops che decidono di attaccare circondandoli. Punta Bianca si avventa su un maschio che la scaglia a terra; nel frattempo viene assalita dall'infuriato Ciuffo Blu. I due finiscono a terra: il Protoceratops morde la zampa anteriore di Ciuffo Blu con il becco e il Velociraptor ferisce la gola dell'erbivoro con l'artiglio a falce del piede. All'improvviso la duna di sabbia sopra di loro, indebolita dalle precedenti piogge, frana e seppellisce i due combattenti, uccidendoli.Di nuovo sola, Punta Bianca riprende a vagare nel deserto con la sua nuova famiglia: i suoi quattro cuccioli. L'episodio si chiude sui corpi di Ciuffo Blu e del Protoceratops che daranno origine al celeberrimo fossile.
Animali presenti nella puntata:
- Velociraptor
- Prenocephale
- Oviraptor
- Protoceratopo
- Shuvuuia
- Deltateridio
- Lucertola

### L'avventura di Pod
- Isole della Tetide, Sud Europa. Romania, Hațeg Island, 80 milioni di anni fa.
- Protagonista: Pod, un maschio di Pyroraptor.

Nel Cretaceo, l'Europa è frammentata in centinaia di lussureggianti isole. Su una di queste, particolarmente estesa, vive un Pyroraptor di nome Pod, un giovane maschio, insieme alle sue due sorelle. I tre carnivori sono tra i dinosauri più piccoli in una terra popolata da animali molto più grandi, come l'Ampelosaurus e il Rhabdodon. Nella foresta, Pod e le sue sorelle trovano una carcassa, che però attira anche una coppia di Tarascosaurus. Prima che inizi uno scontro, una delle frequenti scosse sismiche dovute allo spostamento delle placche continentali li coglie di sorpresa. Il maschio di Tarascosaurus cade, ferendosi gravemente a una zampa, e la sua compagna lo abbandona. 
Pod e le sorelle si accingono a ucciderlo quando vengono messe in fuga da una mandria di Rhabdodon in corsa. I tre Pyroraptor si fermano sulla costa, a debita distanza dal branco di Rhabdodon.
La notte, uno tsunami si abbatte sulla costa, travolgendo i dinosauri. Il giorno dopo, Pod si risveglia aggrappato a un tronco alla deriva nel mare, assieme a una delle due sorelle sopravvissuta all'onda anomala. La sorella rimasta di Pod viene divorata da un Elasmosaurus e Pod, sempre più debole, viaggia per altri due giorni fino a raggiungere l'isola di Hateg. Il Pyroraptor crolla sulla spiaggia, sfinito. Alcuni coccodrilli Allodaposuchus si avvicinano per divorarlo, ma vengono fermati da quelli che sembrano tre Pyroraptor nani e messi definitivamente in fuga quando Pod, molto più grosso di loro, si rialza facendo scappare anche i suoi strani salvatori. 
Pod inizia a vagare per l'isola, scoprendo che è abitata da versioni "nane" dei dinosauri che popolavano l'altra isola, come i Magyarosauri, sauropodi eccezionalmente piccoli, e i Zalmoxes, una sorta di Rhabdodon nani. Esplorando, Pod giunge nei pressi di un fiume, dove due maschi di Zalmoxes stanno combattendo per un gruppo di femmine. Uno dei due esemplari, uscendo dallo scontro gravemente ferito, viene ucciso da alcuni Allodaposuchi; Pod, affamato, ruba loro la carcassa avvalendosi delle sue dimensioni maggiori per scacciare i coccodrilli. Paradossalmente ora i ruoli si sono invertiti: se sull'altra isola Pod era svantaggiato per le piccole dimensioni, qui è molto più grande di molti animali. Il Pyroraptor continua l'esplorazione della piccola isola alla ricerca dei suoi simili; emette dei richiami vocali e sorprendentemente qualcuno gli risponde. Tuttavia, non si tratta di altri Pyroraptor: a rispondergli sono stati alcuni Bradycneme, piccoli carnivori della famiglia dei troodontidi. Intelligenti e organizzati, essi capiscono che sarebbe estremamente vantaggioso per loro vivere all'ombra di Pod e decidono quindi di seguirlo come nuovo capo.
Pod, con i Bradycneme al seguito, trova tre Tarascosauri nani che mangiano un Ampelosaurus. Il Pyroraptor uccide il maschio e mette in fuga le due femmine, impossessandosi della carcassa. La sera Pod si reca sulla spiaggia dove è ancora arenato il tronco che gli ha salvato la vita e lo ha portato su Hateg: l'isola dei nani è ora il suo nuovo regno.
Animali presenti nella puntata:
- Pyroraptor
- Rabdodonte (Identificato come Iguanodonte)
- Tarascosauro
- Ichthyornis
- Allodaposuco
- Magiarosauro
- Bradycneme (Identificato come Troodonte Nano)
- Ampelosauro (Identificato come Titanosauro)
- Dromaeosauroide
- Elasmosauro (Identificato come Plesiosauro)
- Zalmoxes

### La Caccia del piccolo Das
- Montana, Nord America, 75-68 milioni di anni fa.
- Protagonisti: Das, un giovane maschio di Daspletosauro, Buck e Blaze, un giovane maschio e una giovane femmina di Maiasaura.

Nel Cretaceo superiore, il Montana è caratterizzato da vaste pianure e foreste, delimitate da pericolosi vulcani attivi: le Montagne Rocciose sono ancora in formazione, generando numerose e devastanti eruzioni. Sugli altopiani, un gruppo di Orodromei, piccoli e veloci dinosauri erbivori thescelosauridi, sta pascolando quando viene messo in fuga da alcuni Troodon. Durante l'inseguimento, la terra trema sotto i piedi dei Troodon e numerosi geyser esplodono dal suolo, uccidendo uno dei carnivori. I geyser sono causati dall'intensa attività vulcanica della regione, che la sta rendendo sempre più pericolosa. Nel frattempo, nelle pianure, un branco di Maiasauri è in viaggio. Due intrepidi giovani, Buck e Blaise, stanno giocando tra di loro, ma la loro irruenza è rischiosa: si sono avvicinati al nascondiglio di Das, un giovane Daspletosaurus, che esce allo scoperto e comincia a inseguirli. I due adrosauri, terrorizzati, fuggono verso i cespugli dove sono acquattate le sorelle maggiori di Das, che spingono Buck e Blaise verso la trappola finale: la madre di Daspletosaurus. Blaise riesce a scappare, ma Buck viene azzannato alla coscia dalla Daspletosaurus; fortunatamente viene inaspettatamente liberato da Das, che sbatte contro la madre facendole perdere la presa. Buck torna al branco: è salvo ma ferito gravemente alla zampa posteriore e non riuscirà più a tenere il passo con il gruppo. E i Daspletosaurus gli sono ancora alle calcagna. Il giorno dopo, i Daspletosauri proseguono la caccia e lasciano Das in un boschetto, temendo che possa combinare altri guai. Tuttavia, Das è incuriosito da un branco di Einiosauri: gli erbivori, temendo un'imboscata da parte dei Daspletosaurus adulti, scappano e mettono in allerta anche i Maiasauri. 
La caccia fallisce nuovamente e la madre di Das lo punisce con un morso al muso. Sugli altopiani, gli Orodromei e poi i Troodon si abbeverano presso una pozza d'acqua, scoprendo che è avvelenata dalle scorie di un enorme vulcano quiescente. Uno stormo di Quetzalcoatlus, di ritorno dal vasto mare interno, viene decimato dai geyser che abbattono molti pterosauri. Intanto, Das e la sua famiglia attaccano nuovamente Buck, ma un gruppo di Einiosauri che si para davanti ai carnivori dà il tempo al giovane Maiasaura di fuggire. Quando i Daspletosauri se ne accorgono riprendono a inseguirlo; in quel momento il vulcano erutta una spessa coltre di cenere che copre il cielo. Con la scarsa visibilità, i carnivori devono fare affidamento sul potente olfatto per rintracciare il Maiasauro, che finalmente arriva al branco e crolla al suolo sfinito. 
Nel frattempo il vulcano erutta violentemente, bombardando la foresta con una pioggia di detriti e rocce infuocate. Sotto la forza dell'eruzione un fianco del cono vulcanico sprofonda, generando un colossale flusso piroclastico che inizia a travolgere tutto ciò che trova nella sua avanzata inarrestabile; al suo interno le temperature superano gli 800 gradi. 
Il flusso travolge la pianura inghiottendo anche i Maiasauri e la famiglia di Das. Nonostante l'immane catastrofe, milioni di anni dopo la pianura è tornata alla vita, popolata dai discendenti ancora più grandi del Maiasaura e del Daspletosaurus: l'Edmontosaurus e il Tyrannosaurus.
Animali presenti nella puntata:
- Daspletosauro
- Maiasaura
- Einiosauro
- Orodromeo
- Troodonte
- Quetzalcoatlo
- Tirannosauro
- Edmontosaurus

### L'uovo di Alpha
- Ambientato: Patagonia (Argentina), Sud America, 80 milioni di anni fa.
- Protagonisti: Alpha, una femmina di Saltasauro e Dragonfly un maschio di Aucasauro.

L'episodio si apre in Patagonia, con un branco di Saltasauri, tutte femmine, grandi sauropodi che tornano da un lungo viaggio per la deposizione delle uova nelle vaste pianure di cova. Nella foresta, però, sono in agguato dei predatori: un maschio di Aucasaurus, Dragonfly, e la sua compagna trovano il cadavere di un Saltasaurus morto e iniziano a mangiare, ma vengono presto scacciati dai predatori dominanti dell'ecosistema del Cretaceo sudamericano, due Carcarodontosauri. 
Il branco di Saltasauri, con la giovane protagonista Alpha, raggiunge i terreni di cova e i grandi erbivori iniziano a deporre le uova.La storia torna indietro di quindici anni, al momento in cui Alpha era ancora nell'uovo, nelle stesse pianure di cova dei Saltasauri. L'uovo di Alpha, incustodito, viene attaccato da un Alvaretsaurus e successivamente da un Notosuchus, che fa fuggire il piccolo dinosauro; tuttavia, una Saltasaurus sopraggiunge e allontana il coccodrillo. In seguito, le uova si schiudono e i Saltasauri appena nati escono dai nidi. Nella foresta, anche altre uova si sono schiuse: una coppia di Aucasauri ha appena avuto quattro figli, tre femmine e un maschio: Dragonfly. Questo Aucasaurus diventerà il nemico di Alpha mentre cresce. Di notte, i piccoli Saltasauri si avventurano nella foresta per raggiungere gli adulti, ma molti di loro vengono uccisi dagli Alvaretsauri e dai Notosuchi. 
Il mattino seguente, i sopravvissuti si ricompongono con i Saltasauri adulti, ma i pericoli non sono finiti: il branco viene attaccato dalla famiglia di Aucasaurus e Alpha si trova faccia a faccia con il piccolo Dragonfly, che fortunatamente viene distratto da una libellula.Tempo dopo, Alpha, ora adolescente, sta pascolando quando incontra nuovamente Dragonfly, che con la sua famiglia si mantiene in disparte nella foresta osservando i Saltasauri. Durante una colluttazione con un'altra femmina del branco, Alpha ne causa la caduta; la Saltasaurus si rompe una zampa e viene uccisa e divorata dagli Aucasauri. 
Nel pomeriggio, Dragonfly va in cerca di una compagna con cui passare il resto della sua vita; anche per i Saltasauri inizia la stagione degli amori e due maschi ingaggiano uno scontro per ottenere Alpha: il vincitore si accoppia con lei. Alla fine della stagione degli amori, il branco torna verso le pianure. Mentre Alpha cammina si distrae guardando una libellula e inciampa in un tronco slogandosi il polso. Ciò la mette in serio pericolo quando il branco viene attaccato dai due Carcarodontosauri; fortunatamente Alpha riesce a salvarsi mentre i carnivori uccidono un'altra femmina più anziana. Nel frattempo, Dragonfly trova finalmente una giovane femmina che inizialmente è riluttante a unirsi a lui; tuttavia riesce a sedurla accoppiandosi con lei. 
Alpha e i Saltasauri tornano alle pianure di cova e depongono le uova, ma violente piogge alluvionali allagano la pianura e distruggono tutte le uova. Un po' di tempo dopo, mentre Alpha sta mangiando nella foresta, viene attaccata da Dragonfly e dalla sua compagna. Alpha stordisce la femmina di Aucasaurus con un colpo di coda, ma Dragonfly la morde alla spalla. Ferita, Alpha crolla al suolo e il suo enorme peso schiaccia il cranio di Dragonfly, uccidendolo istantaneamente. In questo modo Alpha riesce a sconfiggere la sua nemesi e si allontana mentre la femmina di Aucasaurus ruggisce addolorata accanto al compagno morto. L'episodio si conclude con Alpha che si ricongiunge con il branco: continuerà a percorrere questo viaggio per tutta la vita, dando ogni anno alla luce decine di uova. Così si conclude il Pianeta dei Dinosauri.
Animali presenti nella puntata:
- Saltasauro
- Aucasauro (erroneamente identificato, nella versione italiana, come Archosaurus)
- Alvarezsauro
- Libellula
- Notosuco
- Giganotosaurus accreditato come Carcharodontosauro